# Mary Lou (manga)
Mary Lou (マリイ♥ルウ?), talvolta reso anche con la grafia Mary♥Lou, è un manga scritto e illustrato da Yoshiko Nishitani nel 1965 e pubblicato dalla casa editrice Shūeisha; le vicende sono state poi riproposte da Hakusensha nel 2008.
Si tratta di una delle prime opere della mangaka ed è considerata piuttosto rivoluzionaria per l'epoca per il genere di tematiche che affronta tra cui l'amore adolescenziale, l'introspezione dei personaggi e la loro analisi interiore.

## Trama
La protagonista della storia è Mary Lou Brown, una vivace quindicenne. Sua sorella Laura, più grande di lei, è molto popolare tra i ragazzi e riceve spesso dichiarazioni e regali da parte dei suoi ammiratori. Uno di questi ragazzi è George, che Mary Lou incontra per caso davanti a casa e di cui rimane subito affascinata, inaspettatamente lui la invita a casa sua per una festa alla quale lei decide di partecipare, ma la madre le impone di farsi accompagnare da Laura. Durante il tragitto, però, Maru Lou si scontra per errore con un pittore e il suo vestito viene rovinato, costringendola a tornare a casa e lasciando andare Laura da sola. Il giorno seguente Mary Lou trova davanti a casa un mazzo di violette che crede le abbia mandato proprio George non avendola scorta tra gli invitati.
Mary Lou comincia a frequentare la compagnia di George e dei suoi amici, un giorno mentre passeggiano in giardino arriva il pittore sconosciuto che chiede di potersi nascondere dietro di loro: si tratta di Jim Flash, amico di George e molto popolare con le ragazze. Inaspettatamente Jim regala a Mary Lou un abito con un mazzolino di violette come scusa per il vestito che le aveva rovinato durante la festa, quindi i due iniziano a parlare e a diventare amici. Nonostante il nascente rapporto con Jim, Mary Lou è scioccata quando scopre che George ha chiesto a sua sorella Laura di uscire con lui per un giro, li segue di nascosto origliando la loro conversazione e scopre che i due sono innamorati da parecchio tempo, ma che Laura vorrebbe troncare perché sua madre disapprova quel tipo di rapporto superficiale, George le chiede quindi di diventare ufficialmente la sua fidanzata e rendono ufficiale la cosa.
Dovendo rinunciare definitivamente a George, Mary Lou chiede a Jim di accompagnarla ad una festa, il ragazzo tuttavia non si presenta e al suo posto arriva invece un certo Walter, un suo amico, dicendole che Jim è ammalato e che non può farle da chaperon. Furiosa con Jim, Mary Lou va a casa sua e lo trova accudito da una ragazza molto carina e dai capelli rossi: fraintendendo Mary Lou fa una scenata dichiarando di non volerlo più vedere e avere a che fare con lui e va alla festa con Walter. In realtà la rossa non è l'amante segreta di Jim bensì la sua sorellina Linda la quale non capisce come mai Mary Lou sia così furiosa con loro dopo che le aveva anche permesso di essere scortata alla festa da Walter, fidanzato di Linda. Ma Walter è molto colpito dalla protagonista e durante il party la complimenta spesso arrivando a chiederle di uscire insieme. A quel punto entra in scena Jim, criticando Walter dopo che questi gli aveva detto di non desiderare altre donne a parte la sorella e lì Mary Lou capisce che Linda è la sorella di Jim e Walter, in realtà, il suo fidanzato, si scusa quindi con la rossa per averla aggredita e rifiuta Walter. A situazione finalmente chiarita Jim e Mary Lou possono iniziare ad uscire insieme.